# 洛伦佐·维加斯
洛伦索·比加斯·卡斯特斯 (Lorenzo Vigas Castes，1967年-) 是一名委内瑞拉电影导演、监制和编剧。
他生于梅里达州，他父亲是画家Oswaldo Vigas。毕业于美国坦帕大学的分子生物学专业。1995年在纽约大学学习电影，并拍摄了一些实验性作品。
1998年回到委内瑞拉，执导了RCTV出品的纪录片 Expedición 以及其他纪录片和广告。
2003年他在墨西哥执导了短片 Los elefantes nunca olvidan (Elephants Never Forget)，它由Guillermo Arriaga监制，入选坎城影展。
2015年他执导的首部电影长片《来自远方》（Desde allá）爆冷夺得第72届威尼斯影展最高荣誉金狮奖。
2016年担任第73届威尼斯影展评委。